# Pseudometachilo
Pseudometachilo là một chi bướm đêm thuộc họ Crambidae.